# Cebolek Kidul
Cebolek Kidul is een bestuurslaag in het regentschap Pati van de provincie Midden-Java, Indonesië. Cebolek Kidul telt 4242 inwoners (volkstelling 2010).